# Slavonska nogometna zona Posavska skupina 1977./78.
"Slavonska nogometna zona – Posavska skupina" je bila jedna od dvije skupine "Slavonske nogometne zone", odnosno liga četvrtog stupnja nogometnog prvenstva Jugoslavije u sezoni 1977./78. 
 
Sudjelovalo je 14 klubova, a prvak je bio "Borac" iz Podvinja. 

## Ljestvica
| mj. | klub                       | ut. | pob. | ner. | por. | gol+ | gol- | bod |
| --- | -------------------------- | --- | ---- | ---- | ---- | ---- | ---- | --- |
| 1.  | Borac Podvinje             | 26  | 18   | 3    | 5    | 54   | 23   | 39  |
| 2.  | Amater Slavonski Brod      | 26  | 15   | 6    | 5    | 42   | 27   | 36  |
| 3.  | Hajduk Sijekovac           | 26  | 12   | 7    | 7    | 49   | 37   | 31  |
| 4.  | Lokomotiva Vinkovci        | 26  | 11   | 8    | 7    | 54   | 35   | 30  |
| 5.  | PPK Kutjevo                | 26  | 13   | 3    | 10   | 72   | 47   | 29  |
| 6.  | Sava Stara Gradiška        | 26  | 10   | 8    | 8    | 39   | 42   | 28  |
| 7.  | Radnički Županja           | 26  | 10   | 6    | 10   | 50   | 41   | 26  |
| 8.  | Metalac Nova Gradiška      | 26  | 9    | 7    | 10   | 41   | 35   | 25  |
| 9.  | Hajduk Mirko Mirkovci      | 26  | 8    | 8    | 10   | 34   | 42   | 24  |
| 10. | Spačva Vinkovci            | 26  | 7    | 9    | 10   | 34   | 35   | 23  |
| 11. | Željezničar Slavonski Brod | 26  | 10   | 3    | 13   | 37   | 45   | 23  |
| 12. | Oriolik Oriovac            | 26  | 7    | 8    | 11   | 51   | 60   | 22  |
| 13. | Sloga Otok                 | 26  | 6    | 6    | 14   | 37   | 21   | 18  |
| 14. | Mladost Cernik             | 26  | 3    | 4    | 19   | 23   | 83   | 10  |

- "Hajduk" (Sijekovac) – klub iz Bosne i Hercegovine

## Rezultatska križaljka
| kratica | klub                       | AMA | BOR | AJM | AJS | LOK | MET | MLA | ORI | PPK | RAD | SAVA | SLO | SPA | ŽELJ |
| --- | -------------------------- | --- | --- | --- | --- | --- | --- | --- | --- | --- | --- | ---- | --- | --- | ---- |
| AMA | Amater Slavonski Brod      |     |     |     |     |     |     |     |     |     |     |      |     |     |      |
| BOR | Borac Podvinje             |     |     |     |     |     |     |     |     |     |     |      |     |     |      |
| HAJM | Hajduk Mirko Mirkovci      |     |     |     |     |     |     |     |     |     |     |      |     |     |      |
| HAJS | Hajduk Sijekovac           |     |     |     |     |     |     |     |     |     |     |      |     |     |      |
| LOK | Lokomotiva Vinkovci        |     |     |     |     |     |     |     |     |     |     |      |     |     |      |
| MET | Metalac Nova Gradiška      |     |     |     |     |     |     |     |     |     |     |      |     |     |      |
| MLA | Mladost Cernik             |     |     |     |     |     |     |     |     |     |     |      |     |     |      |
| ORI | Oriolik Oriovac            |     |     |     |     |     |     |     |     |     |     |      |     |     |      |
| PPK | PPK Kutjevo                |     |     |     |     |     |     |     |     |     |     |      |     |     |      |
| RAD | Radnički Županja           |     |     |     |     |     |     |     |     |     |     |      |     |     |      |
| SAVA | Sava Stara Gradiška        |     |     |     |     |     |     |     |     |     |     |      |     |     |      |
| SLO | Sloga Otok                 |     |     |     |     |     |     |     |     |     |     |      |     |     |      |
| SPA | Spačva Vinkovci            |     |     |     |     |     |     |     |     |     |     |      |     |     |      |
| ŽELJ | Željezničar Slavonski Brod |     |     |     |     |     |     |     |     |     |     |      |     |     |      |
| |                            |     |     |     |     |     |     |     |     |     |     |      |     |     |      |
| podebljan rezultat - utakmice od 1. do 13. kola (1. utakmica između klubova) rezultat normalne debljine - utakmice od 14. do 26. kola (2. utakmica između klubova) rezultat nakošen - nije vidljiv redoslijed odigravanja međusobnih utakmica iz dostupnih izvora rezultat smanjen * - iz dostupnih izvora nije uočljiv domaćin susreta prekrižen rezultat - poništena ili brisana utakmica p - utakmica prekinuta 3:0 p.f. / 0:3 p.f. - rezultat 3:0 bez borbe |                            |     |     |     |     |     |     |     |     |     |     |      |     |     |      |

 Izvori:

## Unutarnje poveznice
- Hrvatska liga – Sjever 1977./78.
- Slavonska zona – Podravska skupina 1977./78.
- Liga NSO Nova Gradiška 1977./78.
- Općinska liga Slavonska Požega 1977./78.
- Općinska liga Vinkovci 1977./78.
- Liga NSO Županja 1977./78.